# HD 134270
HD 134270，又名CP-54 6367，SAO 242287、HR 5637，是一颗恒星，视星等为5.54，位于銀經321.96，銀緯2.27，其B1900.0坐标为赤經15h 3m 48.5s，赤緯-54° 2.27′ 55″。